# Bandera de la Región de Valparaíso
La bandera de la  Región de Valparaíso es, junto con su escudo, los símbolos oficiales de esta región, de acuerdo al Reglamento Regional de Valparaíso N.º 2 del 30 de agosto de 2000. De acuerdo a este documento, la bandera consiste de un paño azul con el escudo de armas de la región en el centro.
En algunos medios suele utilizarse como bandera regional el estandarte usado por el intendente y el Consejo regional, aunque su estatus no está definido.

## Banderas comunales
Algunas municipalidades de la Región de Valparaíso poseen banderas propias.

Valparaíso
Casablanca
Concón
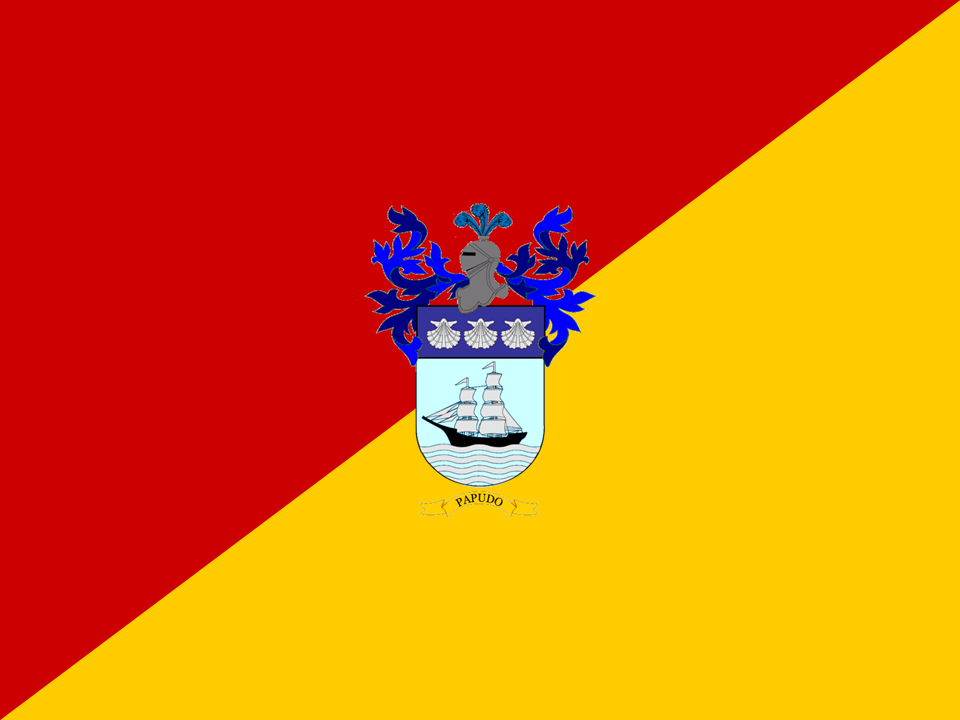
Papudo
Isla de Pascua
San Felipe
Viña del Mar
Villa Alemana
Zapallar